# SC Bromberg
SC Bromberg (Sportclub Bromberg) – niemiecki klub sportowy działający w Bydgoszczy od 1909 roku. Klub został rozwiązany.

## Historia
2 września 1894 r. na łące w Ostromecku gimnazjaliści z gimnazjum królewskiego rozegrali mecz, drużyna „niebieskich” zremisowala z drużyną „czerwonych” 1:1. Była to jedna z pierwszych informacji na temat meczu drużyny futbolowej z Bydgoszczy.
15 sierpnia 1909 r. na boisku gimnazjum królewskiego rozegrano mecz propagandowy między Sportclub Graudenz i Sportverein Thorn (który powstał niespełna 2 miesiące wcześniej). Mecz zakończył się wynikiem 4:2 dla drużyny z Grudziądza. Sędzią był H.W. Woettki z Bydgoszczy. Po zakończeniu meczu w restauracji Wildies założono Sportclub Bromberg.
8 maja 1910 r. na boisku gimnazjalnym rozegrano kolejny mecz propagandowy SC Graudenz - SV Thorn (6:0). 17 maja studenci z Królewca i Gdańska rozegrali kolejny mecz w Bydgoszczy, który wygrała drużyna Akademischer Sportklub Danzig przeciwko Akademischer Sportklub Königsberg. W czerwcu SC Bromberg miał rozegrać w Inowrocławiu swój pierwszy mecz, przeciwko SV Thorn.
Pierwszym prezesem był Robert Weber, nauczyciel gimnazjalny, później Dr. Schacht i von Brehmer. Początkowo klub posiadał sekcje piłki nożnej, lekkiej atletyki, cricketa i hokeja. Siedziba klubu znajdowała się przy dzisiejszej ul. Jagiellońskiej.
W 1910 r. klub miał 14 członków i wraz z SC Graudenz (Grudziądz) i SV Thorn (Toruń) grał w okręgu VI. (Grudziądz), Bałtyckiego Związku Sportów Trawiastych i Zimowych (BRWV). W 1911 r. klub miał już sekcje łyżwiarską i tenisa ziemnego, która wkrótce dysponowała własnymi kortami istniejącymi do dzisiaj przy ul. Nakielskiej (w użytkowaniu TKKF „Świt”). W 1911 r. liczba członków wzrosła do 89 i klub wraz z SV Hertha Schneidemühl (Piła) grał w okręgu X. (Bydgoszcz), podobnie jak w roku 1912, tyle że liczba członków spadła do 30. Na sezon 1912/1913, w związku z tym, że klubów przybywało, podzielono okręg grudziądzki. Wydzielono z niego Bydgoszcz, tworząc nowy okręg bydgosko-pilski. Bydgoszczanie, rozgrywając mecze propagandowe na prowincji, inicjowali powstanie dalszych klubów. W takich okolicznościach w lipcu 1912 r. powstał w Nakle  Sportclub Nakel.
Nadburmistrz Bydgoszczy, Paul Mitzlaff, obiecał klubowi przydzielić plac pod własne boisko. Prawdopodobnie miało to miejsce na ówczesnych Szreterach (Skrzetusko), gdzie dzisiaj znajduje się stadion Polonii Bydgoszcz. Swoje mecze Sportclub rozgrywał przy ówczesnej Szosie Szubińskiej - na placu musztry za koszarami kawalerii, przy leśniczówce „Bocianowo” oraz w Lesie Gdańskim w okolicy obecnych ulic 11 Listopada i Sułkowskiego. Szereg spotkań odbywało się na placu w koszarach 14. Pułku Piechoty przy ul. Warszawskiej.